# جوب كوهن
جوب كوهن (بالهولندية: Job Cohen)‏ هو محامي وسياسي هولندي، ولد في 18 أكتوبر 1947 في هارلم في هولندا. حزبياً، نشط في حزب العمل.

## مناصب
- انتخب rector magnificus of Maastricht University ‏ (1995 – 3 أغسطس 1998).
- انتخب rector magnificus of Maastricht University ‏ (1991 – 2 يوليو 1993).
- انتخب رئيس كتلة برلمانية [الإنجليزية]‏ (10 يونيو 2010 – 20 فبراير 2012).
- انتخب وزير مفوض (3 أغسطس 1998 – 2001).
- انتخب وزير مفوض (2 يوليو 1993 – 22 أغسطس 1994).
- انتخب عضو مجلس الشيوخ في هولندا (13 يونيو 1995 – 3 أغسطس 1998).
- انتخب عضو مجلس نواب هولندا  [لغات أخرى]‏ (17 يونيو 2010 – 29 فبراير 2012).
- انتخب عمدة حكومة أمستردام (15 يناير 2001 – 12 مارس 2010).

## روابط خارجية
- جوب كوهن على موقع مونزينجر (الألمانية)